# نیکولائوس سیرانیدیس
نیکولائوس سیرانیدیس (انگلیسی: Nikolaos Siranidis؛ زادهٔ ۲۶ فوریه ۱۹۷۶) شیرجه‌رو اهل یونان است.
وی در مسابقات کشوری و بین‌المللی در مجموع برندهٔ ۱ مدال طلا شده‌است.